# Estrazione di sale

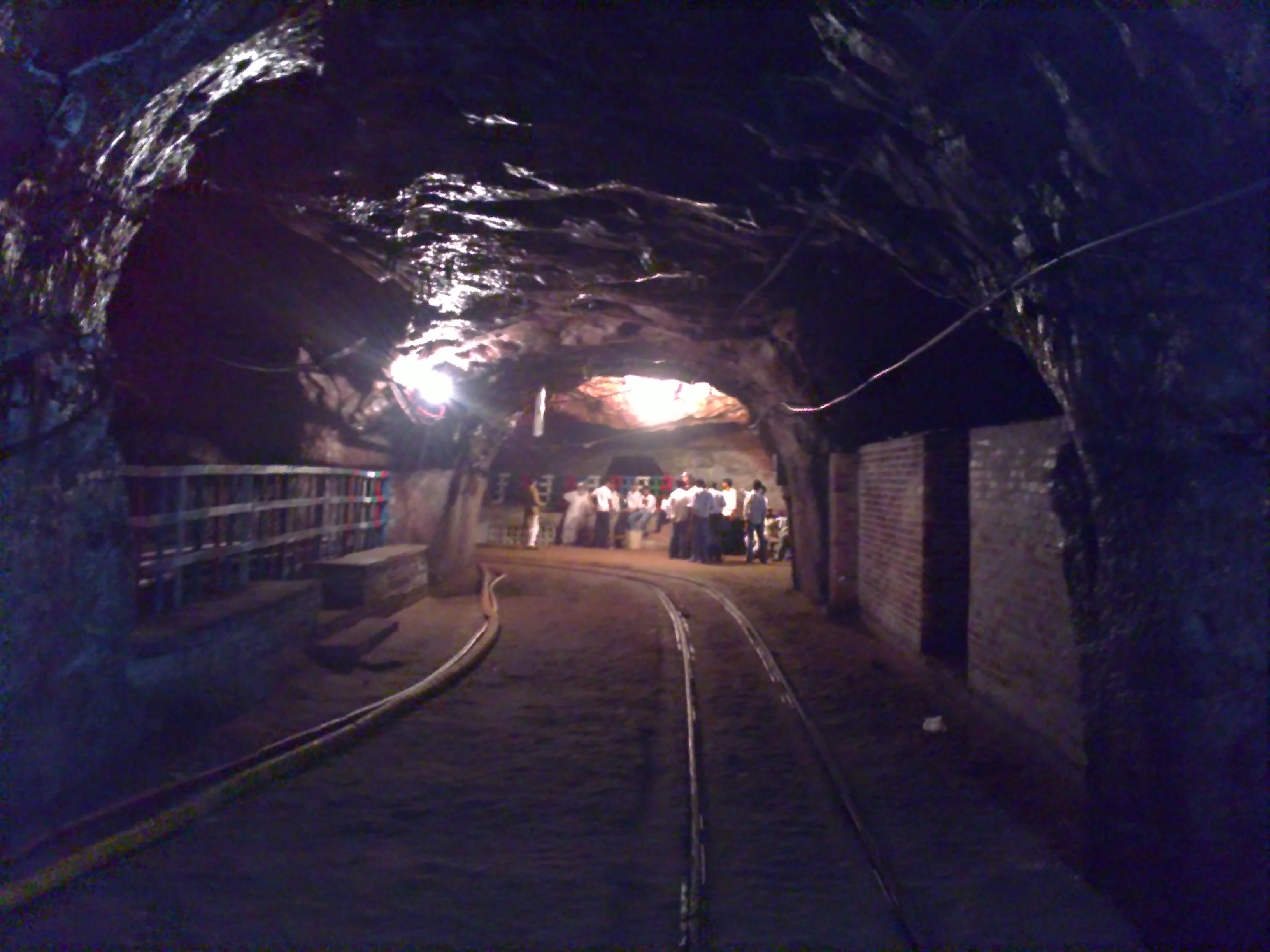
Una galleria nella Miniera di sale di Khewra

L'estrazione di sale è un'operazione mineraria che consiste nell'estrazione del salgemma (o halite), che è un tipo di deposito vaporoso.

## Località estrattive

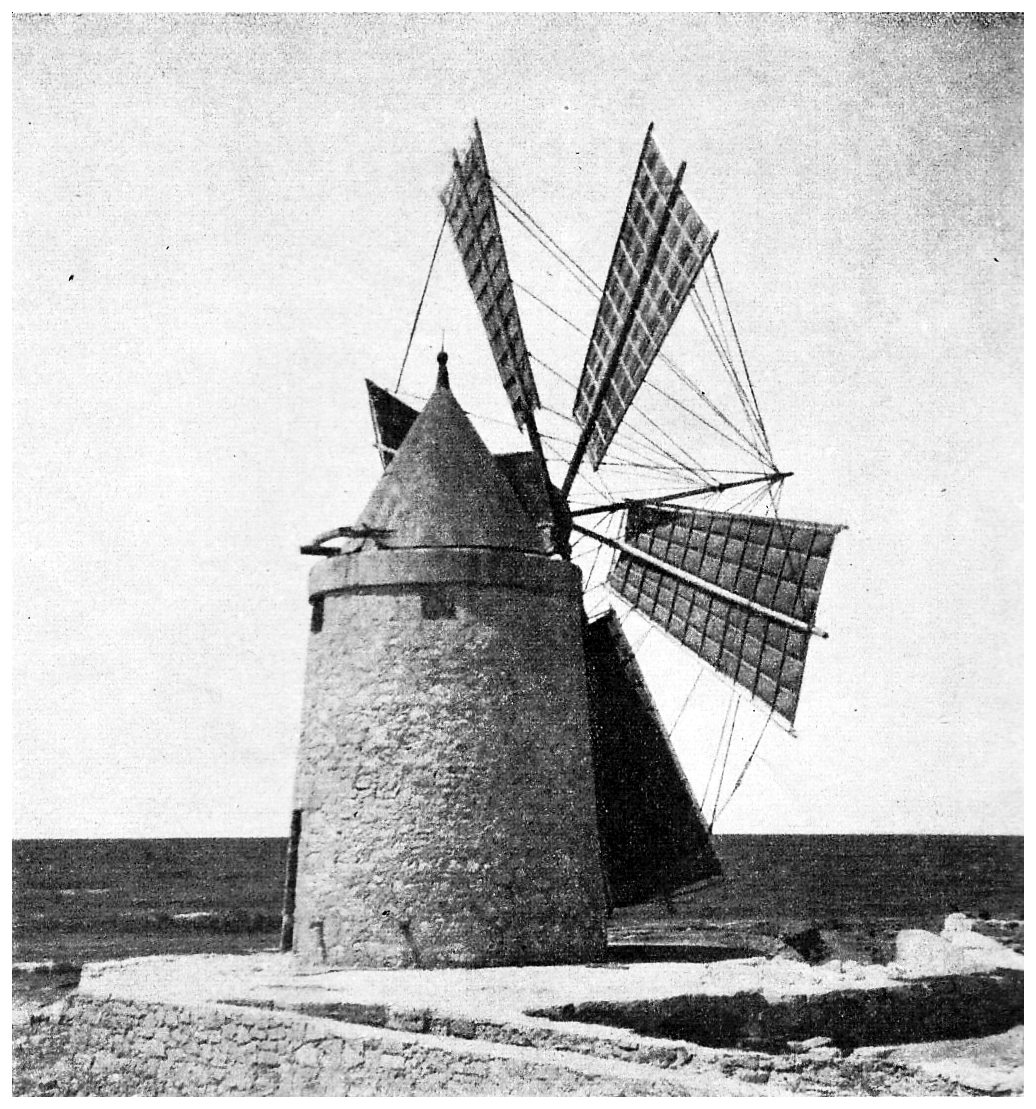
Mulino a vento per l'estrazione del sale marino, Sicilia, 1961

Tra le aree più conosciute per le loro miniere e risorse estrattive sono Kilroot (nei pressi di Carrickfergus, in Irlanda del Nord, vecchia più di 100 anni e ed estesa per più di 25 km), la miniera di Khewra nel Pakistan (nota per il cosiddetto sale rosa), Tuzla in Bosnia, Wieliczka e Bochnia in Polonia (entrambe costruite nella metà del tredicesimo secolo e ancora funzionanti), Hallstatt e Salzkammergut in Austria, Rheinberg in Germania, Slănic in Romania, Provadiya in Bulgaria, Avery Island (in Louisiana, Stati Uniti d'America), le città di Cheshire e Worcestershire in Inghilterra e i 1500 terreni (10 km²) della Detroit Salt Company, in Italia la miniera di Realmonte (in Sicilia), la miniera di Salgemma di Belvedere di Spinello (in provincia di Crotone dove nel 1984 ci fu un collasso minerario che provocò gravi danni al territorio), la miniera di Lungro (provincia di Cosenza, in cui sono state ritrovate evidenze preistoriche) e in Canada quella di Goderich, nell'Ontario. Quest'ultima si estende per 7 km² sotto il lago Ontario ed  è considerata la più grande al mondo.

## Storia
Prima dell'invenzione del motore a combustione interna, estrarre il sale era uno dei lavori più pericolosi. Mentre adesso il sale è in quantità abbondante, prima della rivoluzione industriale il sale era difficile da ottenere, e l'estrazione del sale era spesso fatta dagli schiavi o dai prigionieri. Nell'antica Roma, il sale da tavola era simbolo di ricchezza. Il compito di estrarre il sale spettava agli schiavi e l'aspettativa di vita di questi ultimi era molto bassa. Lo storico romano Gaio Plinio Secondo scrisse nella Naturalis historia che lo stipendio dei soldati era in principio il sale; non a caso il termine salario deriva proprio da questo.
Anche nel ventesimo secolo l'estrazione del sale nell'Unione Sovietica e nella Germania nazista era fatta da persone in condizioni simili agli schiavi: gli internati nei campi di concentramento.
La maggior parte delle miniere di sale sono gestite da grandi compagnie multinazionali come la Cargill e la Compass Minerals.